# Gamonéu
Le gamonéu, ou gamonedo ou queso de Gamonéu ou queso de Gamonedo, est un fromage à pâte persillée bénéficiant d'une appellation d'origine protégée depuis 2008, qui doit son nom à la localité de Gamonedo, dans la commune (concejo) d'Onís et dans une partie de celle de Cangas de Onís, dans les Asturies, en Espagne. Il est généralement appelé gamonéu dans les Asturies. Avec le cabrales, le picón de Valdeón et le picón Bejes-Tresviso, c'est l'un des fromages à pâte persillée du massif des Picos de Europa. Il en existe deux variétés : Gamonéu del Valle et Gamonéu del Puerto.

## Fabrication

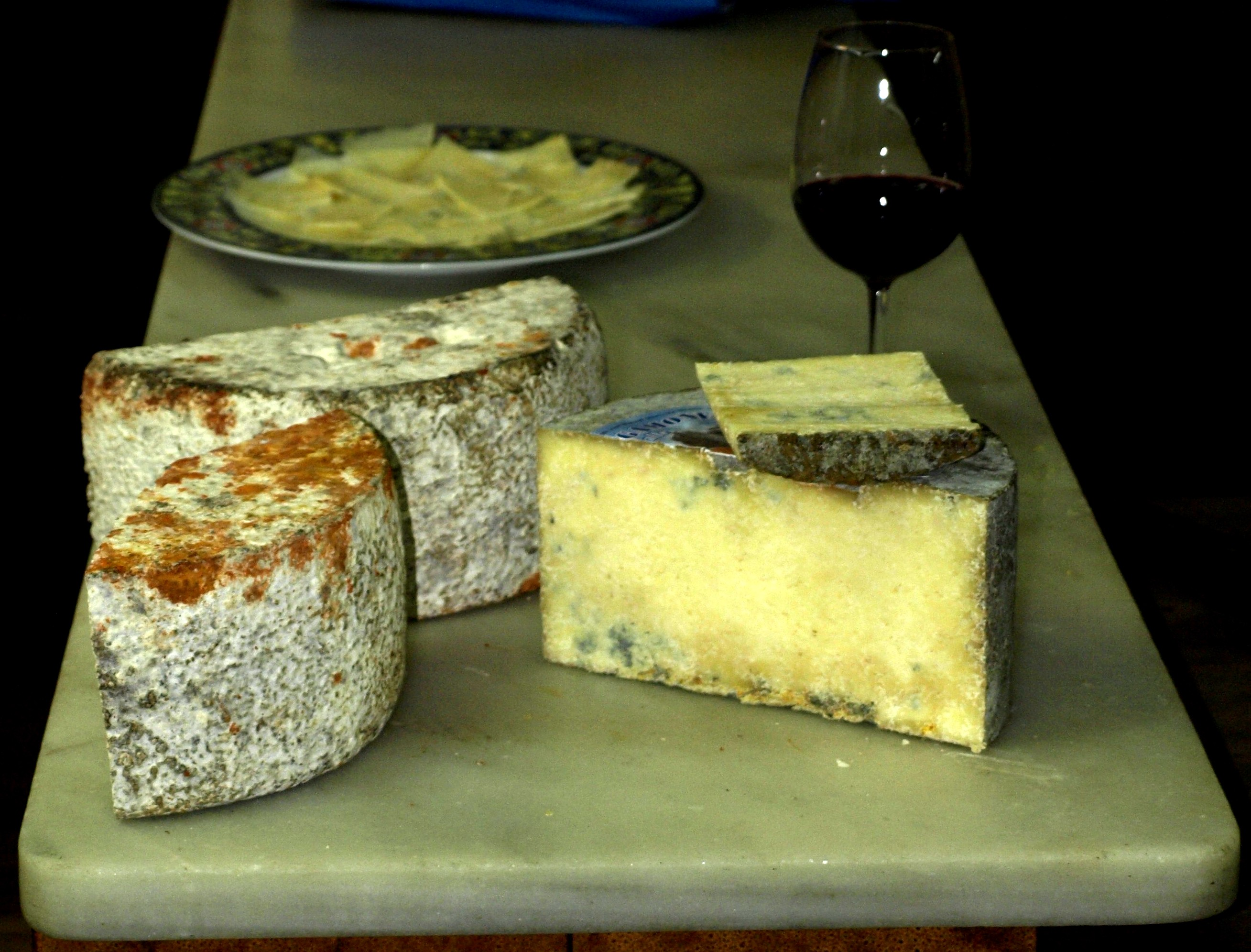
Illustration du fromage gamonedo.

La technique de fabrication du gamonéu est similaire à celle du cabrales : les laits de vache, de brebis et de chèvre peuvent être utilisés. On mélange le lait de la traite du matin et celui de la traite du soir, auquel on ajoute la présure (cuayu en asturien). Le lait caillé est ensuite placé dans un moule de bois (aujourd'hui généralement en plastique) appelé arniu et pressé pour obtenir un fromage solide, qui est frotté de sel, puis fumé après quelques jours. Il est ensuite placé pendant deux à cinq mois dans une grotte naturelle (à Onís) ou dans un lieu sec pendant deux mois (à Cangas). Ce processus a lieu entre avril et août. 
Le fromage obtenu pèse entre trois et huit kilogrammes. Il a une odeur et un goût prononcés, et une saveur légèrement piquante. En bouche, sa consistance évoque le beurre. 